# Мікрорайон Самбірська (Дрогобич)
Мікрорайон Самбірська — густозаселений спальний масив Дрогобича, що компактно розташований на північному заході міста.

## Історія

### Австрійський період
Вулиця Самбірська, яка тоді називалася Лішнянською, ще була малозаселеною, а житлова забудова простягалася приблизно до сучасного будинку за адресою вул. Самбірська, №80.
Через вулицю протікав один із рукавів річки Побук (Серет), через який було перекинуто міст. Перед мостом стояла брама-рогачка, де цілодобово чергували магістратські сторожі. Їхнім завданням був контроль за ввезенням товарів до міста, зокрема протидія контрабанді алкогольних напоїв із сільської місцевості.
Наприкінці XIX століття на пагорбі відкрили невеликий нафтопереробний завод. Підприємство складалося з приблизно п’яти будівель із червоної цегли. Проте завод виявився неефективним, оскільки нафту з Борислава доставляли возами в бочках, поки передові підприємства галузі вкладалися в будівництво нафтопроводів. Незадовго до Першої світової війни підприємство збанкрутіло. Руїни заводу ще довго залишалися на околиці міста.

### Польський період
У цей період вулицю офіційно перейменовують на Самбірську.
До 1939 року було завершено брукування вулиці аж до церкви в селі Лішня, проте згодом, за радянської влади, поверх бруківки поклали шар асфальту.
18 вересня 1939 року німецькі війська рухались по вулиці автоколоною. Польські солдати, що лишились обороняти місто, організували кулеметну точку на горищі однієї із кам'яниць. При наближені німецької колони, вони відкрили вогонь, зірвавши її рух. У відповідь німецькі автоматники зайшли з тилу, оточили дім та подавили кулеметний вогонь.

### Радянський період
У радянські часи напрямок розвитку Дрогобича кардинально змінився. Якщо історично місто розвивалося із заходу на схід, то за радянської влади почалася розбудова з півночі на південь. Так у 1970-х роках, для розселення приїжджих робочих та забезпечення потреб майбутнього заводу «Граніт», розпочалося спорудження житлового масиву на вулиці Самбірській. Перші багатоповерхівки були закладені в 1976 році.
У 1980-х роках масив активно розбудовувався вздовж вулиці Самбірської. У 1984 році відкрили школу, яка отримала порядковий номер №17. З 1987 року, коли розпочалося прокладання об’їзної дороги від Самбірської до Гайдамацької, почалося спорудження дев’ятиповерхових будинків уздовж неї.

### Період незалежності
У 1990-х роках будівництво масиву тривало. До 1995 року були здані будинки №108, а також останні будинки за другим типовим проєктом із плоскими дахами. Останні три будинки, закладені після 1992 року, мали інший проєкт зі скатними дахами та не перевищували п’яти поверхів.
Роком завершення будівництва масиву вважається 1997 рік, коли припинилися будь-які роботи зі спорудження нових багатоповерхівок. Однак сучасні розміри масиву, найімовірніше, становлять не більше 60% від запланованого в радянські часи. Підтвердженням цього є розташування школи на околиці масиву, хоча за радянською практикою школи зазвичай розміщували в центрі житлових масивів.

## Архітектура

### Черги забудови
Сам масив має три узагальнених групи черг:
- Перша (друга половина 1970-х - кінець 1980-х)
- Друга (кінець 1980-х - середина 1990-х)
- Третя (1990-ті)

#### Перший
Перша група типових проєктів включала десятиповерхівки, дев’ятиповерхівки та п’ятиповерхівки, збудовані із силікатної цегли. Вони майже не мали декоративних оздоблень на фасадах, за винятком перших чотирьох будинків на вулиці Самбірській, де вирізняється виступаюча цегляна кладка, що імітує національні орнаменти.

#### Другий
Друга група типових радянських проєктів складалася з дев’ятиповерхівок, зведених із силікатної цегли, але з різноманітним оздобленням фасадів у піщаному кольорі. Винятком є будинок за адресою вул. Наливайка, №14, який має коричневе оздоблення фасаду.

#### Третя
Третя група типових проєктів п'ятиповерхівок із скатними дахами та силікатної цегли із пісочним оздобленням фасаду.